# Estisch voetbalelftal in 1927
Het Estisch voetbalelftal speelde in totaal vijf officiële interlands in het jaar 1927, zeven jaar nadat de nationale ploeg van het Baltische land de eerste officiële interland uit de geschiedenis had gespeeld: op 17 oktober 1920 in en tegen Finland (6-0 nederlaag). Vier van de vijf duels stonden onder leiding van de Hongaarse bondscoach Antal Mally.

## Balans
| Wedstrijden | Wedstrijden | Wedstrijden | Wedstrijden | Doelpunten | Doelpunten | Doelpunten | Punten |
| Gespeeld    | Winst       | Gelijk      | Verlies     | Voor       | Tegen      | Saldo      | Punten |
| ----------- | ----------- | ----------- | ----------- | ---------- | ---------- | ---------- | ------ |
| 5           | 3           | 0           | 2           | 13         | 9          | +4         | 1.200  |

## Interlands
|                                                   |                                                                                        |       |                  |                                                                                  |
| 16 juni Vriendschappelijk № 27 «onderlinge duels» | Estland                                                                                | 4 – 1 | Letland          | Kadrioru Staadion, Tallinn Toeschouwers: 4.000 Scheidsrechter: Gunnar Sund (SWE) |
| 16 juni Vriendschappelijk № 27 «onderlinge duels» | Eduard Ellman-Eelma 5' Arnold Pihlak 20' Arnold Pihlak 34' Česlavs Stančiks 70' (e.d.) |       | 17' Emīls Urbāns | Kadrioru Staadion, Tallinn Toeschouwers: 4.000 Scheidsrechter: Gunnar Sund (SWE) |

|                                                  |                                                |       |                   |                                                                                             |
| 1 juli Vriendschappelijk № 28 «onderlinge duels» | Zweden                                         | 3 – 1 | Estland           | Norrköpings Idrottspark, Norrköping Toeschouwers: 5.134 Scheidsrechter: Sophus Hansen (DEN) |
| 1 juli Vriendschappelijk № 28 «onderlinge duels» | Tore Keller 2' Tore Keller 25' Tore Keller 79' |       | 69' Heinrich Paal | Norrköpings Idrottspark, Norrköping Toeschouwers: 5.134 Scheidsrechter: Sophus Hansen (DEN) |

|                                                       |                                            |       |                    |                                                                                     |
| 10 augustus Vriendschappelijk № 29 «onderlinge duels» | Estland                                    | 2 – 1 | Finland            | Kadrioru Staadion, Tallinn Toeschouwers: 5.000 Scheidsrechter: Axel Bergqvist (SWE) |
| 10 augustus Vriendschappelijk № 29 «onderlinge duels» | Arnold Pihlak 11' Ernst-Aleksandr Joll 59' |       | 52' Untamo Kulmala | Kadrioru Staadion, Tallinn Toeschouwers: 5.000 Scheidsrechter: Axel Bergqvist (SWE) |

|                                                       |          |                                                                                         |         |                                                                                  |
| 13 augustus Vriendschappelijk № 30 «onderlinge duels» | Litouwen | 0 – 5                                                                                   | Estland | LFLS Stadionas, Kaunas Toeschouwers: 3.000 Scheidsrechter: Gustavs Krūmiņš (LAT) |
| 13 augustus Vriendschappelijk № 30 «onderlinge duels» |          | 11' Herbert Kipp 54' Felix Kull 60' Eduard Ellman-Eelma 62' Elmar Kaljot 73' Felix Kull |         | LFLS Stadionas, Kaunas Toeschouwers: 3.000 Scheidsrechter: Gustavs Krūmiņš (LAT) |

|                                                        |                                                                             |       |                   |                                                                               |
| 25 september Vriendschappelijk № 31 «onderlinge duels» | Letland                                                                     | 4 – 1 | Estland           | LSB Stadions, Riga Toeschouwers: 3.500 Scheidsrechter: Ernst Thomaschky (GER) |
| 25 september Vriendschappelijk № 31 «onderlinge duels» | Voldemārs Žins 23' Emīls Urbāns 33' Voldemārs Plade 51' Voldemārs Plade 53' |       | 62' Arnold Pihlak | LSB Stadions, Riga Toeschouwers: 3.500 Scheidsrechter: Ernst Thomaschky (GER) |

## Statistieken
| Evald Tipner          | 1906-03-13 | SK Tallinna Sport | 3 | 0 | 0 | 9  | 0 |
| August Lass           | 1903-08-16 | Tallinna JK       | 1 | 0 | 0 | 20 | 0 |
| Ferdinand Laurberg    | 1904-03-08 | SK Tallinna Sport | 1 | 0 | 0 | 1  | 0 |
| Verdediging           |            |                   |   |   |   |    |   |
| Elmar Kaljot          | 1901-11-15 | Tallinna JK       | 4 | 0 | 1 | 17 | 3 |
| Voldemar Piperal      | 1900-10-04 | JK Kalev Tallinn  | 4 | 0 | 0 | 4  | 0 |
| Ralf Liivar           | 1903-04-02 | Tallinna JK       | 3 | 0 | 0 | 13 | 0 |
| Otto Reinfeldt-Reinlo | 1899-03-31 | SK Tallinna Sport | 3 | 0 | 0 | 8  | 0 |
| Rudolf Kallaste       | 1904-07-05 | Tallinna JK       | 2 | 0 | 0 | 2  | 0 |
| Heino Römmer          | 0000-00-00 | JK Kalev Tallinn  | 2 | 0 | 0 | 2  | 0 |
| Bernhard Rein         | 1897-11-19 | Tallinna JK       | 1 | 0 | 0 | 20 | 0 |
| Vladimir Silberg      | 0000-00-00 | SK Tallinna Sport | 1 | 0 | 0 | 1  | 0 |
| Middenveld            |            |                   |   |   |   |    |   |
| Eugen Einman          | 1905-10-06 | SK Tallinna Sport | 5 | 0 | 0 | 16 | 0 |
| Arnold Pihlak         | 1902-07-17 | Tallinna JK       | 4 | 0 | 3 | 25 | 8 |
| Heinrich Paal         | 1895-06-26 | SK Tallinna Sport | 4 | 0 | 1 | 22 | 3 |
| Herbert Kipp          | 0000-00-00 | JK Kalev Tallinn  | 1 | 0 | 1 | 2  | 0 |
| Paul Fiskar           | 0000-00-00 | Tallinna Võitleja | 1 | 0 | 0 | 1  | 0 |
| Artur Maurer          | 1905-00-00 | JK Kalev Tallinn  | 1 | 0 | 0 | 2  | 0 |
| Artur Neuman-Tarimäe  | 1908-01-07 | SK Tallinna Sport | 0 | 1 | 0 | 1  | 0 |
| Helmuth Räästas       | 1903-01-20 | JK Kalev Tallinn  | 0 | 1 | 0 | 2  | 1 |
| Aanval                |            |                   |   |   |   |    |   |
| Eduard Ellman-Eelma   | 1902-04-07 | Tallinna JK       | 4 | 1 | 3 | 20 | 6 |
| Ernst-Aleksandr Joll  | 1902-09-16 | Tallinna JK       | 4 | 0 | 1 | 19 | 4 |
| Oskar Üpraus          | 1898-10-12 | SK Tallinna Sport | 3 | 1 | 0 | 26 | 7 |
| Johannes Brenner      | 1906-01-16 | Tallinna JK       | 2 | 0 | 0 | 8  | 0 |
| Felix Kull            | 0000-00-00 | JK Kalev Tallinn  | 1 | 0 | 2 | 1  | 2 |

EJL · A-internationals · Bondscoaches · Statistieken · Estisch vrouwenelftal · Olympisch elftal · Estland U21 · Estland U20 · Estland U19 · Estland U18 · Estland U17 · Estland U16
1920 – 1929 ·
1930 – 1939 ·
1940 – 1949 ·
1950 – 1990 · 
1990 – 1999 ·
2000 – 2009 ·
2010 – 2019 ·
2020 − 2029
OS 1924
1920 ·
1921 ·
1922 ·
1923 ·
1924 ·
1925 ·
1926 ·
1927 ·
1928 ·
1929 · 
1930 · 
1931 · 
1932 · 
1933 · 
1934 · 
1935 · 
1936 · 
1937 · 
1938 · 
1939 · 
1940 · 
1941 · 
1942 · 
1943 · 1944 · 
1945 · 
1946 · 
1947 · 
1948 · 
1949 · 
1950 – 1990 · 
1991 · 
1992 · 
1993 · 
1994 · 
1995 · 
1996 · 
1997 · 
1998 · 
1999 · 
2000 · 
2001 · 
2002 · 
2003 · 
2004 · 
2005 · 
2006 · 
2007 · 
2008 · 
2009 · 
2010 · 
2011 · 
2012 · 
2013 · 
2014 · 
2015 · 
2016 ·
2017 ·
2018 ·
2019 ·
2020
Albanië ·
Andorra ·
Angola ·
Antigua en Barbuda ·
Argentinië ·
Armenië ·
Azerbeidzjan ·
België ·
Bosnië-Herzegovina ·
Brazilië ·
Bulgarije ·
Canada ·
Chili ·
China ·
Cyprus ·
Denemarken ·
Duitsland ·
Ecuador ·
Egypte ·
El Salvador ·
Engeland ·
Equatoriaal-Guinea ·
Faeröer ·
Fiji ·
Filipijnen ·
Finland ·
Frankrijk ·
Georgië · 
Gibraltar ·
Griekenland ·
Hongarije ·
Hongkong ·
Ierland ·
IJsland ·
Indonesië ·
Irak ·
Israël ·
Italië ·
Jordanië ·
Kazachstan ·
Kirgizië ·
Kroatië ·
Letland ·
Libanon ·
Liechtenstein ·
Litouwen ·
Luxemburg ·
Malta ·
Marokko ·
Mexico ·
Moldavië ·
Montenegro ·
Nederland ·
Nieuw-Caledonië ·
Nieuw-Zeeland ·
Noord-Ierland ·
Noord-Macedonië ·
Noorwegen ·
Oekraïne ·
Oezbekistan ·
Oman ·
Oostenrijk ·
Polen ·
Portugal ·
Qatar ·
Roemenië ·
Rusland ·
Saint Kitts en Nevis ·
San Marino ·
Saoedi-Arabië ·
Schotland ·
Servië ·
Slovenië ·
Slowakije · 
Spanje ·
Tadzjikistan ·
Thailand ·
Trinidad en Tobago ·
Tsjechië ·
Turkije ·
Turkmenistan ·
Uruguay ·
Vanuatu ·
Venezuela ·
Verenigde Arabische Emiraten ·
Verenigde Staten ·
Vietnam ·
Wales ·
Wit-Rusland ·
Zweden ·
Zwitserland